# Skoky do vody na mistrovství světa v plaveckých sportech 2007
Závody v skocích do vody na mistrovství světa v plaveckých sportech za rok 2007 proběhly v Melbourne, Austrálie ve dnech 19. až 26. března 2007.

## Česká stopa
Na tomto mistrovství světa Česko nemělo ve skocích do vody zastoupení.

## Výsledky

### Individuální disciplíny
| Muži              | Zlato               | Zlato  | Stříbro                  | Stříbro | Bronz                     | Bronz  |
| ----------------- | ------------------- | ------ | ------------------------ | ------- | ------------------------- | ------ |
| Skoky z 1 m prkna | Luo Jü-tchung (CHN) | 477,40 | Che Čchung (CHN)         | 469,85  | Christopher Sacchin (ITA) | 441,40 |
| Skoky z 3 m prkna | Čchin Kchaj (CHN)   | 545,35 | Alexandre Despatie (CAN) | 518,65  | Dmitrij Sautin (RUS)      | 517,10 |
| Skoky z 10 m věže | Gleb Galperin (RUS) | 554,70 | Čou Lu-sin (CHN)         | 519,15  | Lin Jüe (CHN)             | 513,70 |
| Ženy              | Zlato               | Zlato  | Stříbro                  | Stříbro | Bronz                     | Bronz  |
| Skoky z 1 m prkna | Che C' (CHN)        | 316,65 | Blythe Hartleyová (CAN)  | 311,20  | Julija Pachalinová (RUS)  | 304,60 |
| Skoky z 3 m prkna | Kuo Ťing-ťing (CHN) | 381,75 | Wu Min-sia (CHN)         | 368,80  | Tania Cagnottová (ITA)    | 341,70 |
| Skoky z 10 m věže | Wang Sin (CHN)      | 432,85 | Čchen Žuo-lin (CHN)      | 410,30  | Christin Steuerová (GER)  | 386,85 |

### Týmové disciplíny
| Muži                                     | Zlato                                  | Zlato  | Stříbro                                            | Stříbro | Bronz                                                  | Bronz  |
| ---------------------------------------- | -------------------------------------- | ------ | -------------------------------------------------- | ------- | ------------------------------------------------------ | ------ |
| Synchronizované skoky dvojic z 3 m prkna | Čína (CHN) (Čchin Kchaj, Wang Feng)    | 458,76 | Kanada (CAN) (Alexandre Despatie, Arturo Miranda)  | 418,92  | Německo (GER) (Tobias Schellenberg, Andreas Wels)      | 414,54 |
| Synchronizované skoky dvojic z 10 m věže | Čína (CHN) (Chuo Liang, Lin Jüe)       | 489,48 | Rusko (RUS) (Dmitrij Dobroskok, Gleb Galperin)     | 467,16  | USA (USA) (David Boudia, Thomas Finchum)               | 463,56 |
| Ženy                                     | Zlato                                  | Zlato  | Stříbro                                            | Stříbro | Bronz                                                  | Bronz  |
| Synchronizované skoky dvojic z 3 m prkna | Čína (CHN) (Wu Min-sia, Kuo Ťing-ťing) | 355,80 | Německo (GER) (Ditte Kotzianová, Heike Fischerová) | 318,45  | Austrálie (AUS) (Sharleen Strattonová, Briony Coleová) | 313,14 |
| Synchronizované skoky dvojic z 10 m věže | Čína (CHN) (Ťia Tchung, Čchen Žuo-lin) | 361,32 | Austrálie (AUS) (Briony Coleová, Melissa Wuová)    | 324,00  | Německo (GER) (Annett Gammová, Nora Subschinská)       | 306,63 |

## Medailová bilance
Ve skocích do vody se rozdělily celkem 10 sad medailí.
| Pořadí | Stát            |       | Muži    | Muži  | Muži  |         | Ženy  | Ženy  | Ženy    |       | Muži + Ženy | Muži + Ženy | Muži + Ženy | Celkem |
| Pořadí | Stát            | Zlato | Stříbro | Bronz | Zlato | Stříbro | Bronz | Zlato | Stříbro | Bronz |             |             |             | Celkem |
| ------ | --------------- | ----- | ------- | ----- | ----- | ------- | ----- | ----- | ------- | ----- | ----------- | ----------- | ----------- | ------ |
| 1.     | Čína (CHN)      |       | 4       | 2     | 1     |         | 5     | 2     | 0       |       | 9           | 4           | 1           | 14     |
| 2.     | Rusko (RUS)     |       | 1       | 1     | 1     |         | 0     | 0     | 1       |       | 1           | 1           | 2           | 4      |
| 3.     | Kanada (CAN)    |       | 0       | 2     | 0     |         | 0     | 1     | 0       |       | 0           | 3           | 0           | 3      |
| 4.     | Německo (GER)   |       | 0       | 0     | 1     |         | 0     | 1     | 2       |       | 0           | 1           | 3           | 4      |
| 5.     | Austrálie (AUS) |       | 0       | 0     | 0     |         | 0     | 1     | 1       |       | 0           | 1           | 1           | 2      |
| 6.     | Itálie (ITA)    |       | 0       | 0     | 1     |         | 0     | 0     | 1       |       | 0           | 0           | 2           | 2      |
| 7.     | USA (USA)       |       | 0       | 0     | 1     |         | 0     | 0     | 0       |       | 0           | 0           | 1           | 1      |
| Celkem | Celkem          |       | 5       | 5     | 5     |         | 5     | 5     | 5       |       | 10          | 10          | 10          | 30     |